# 血だらけの惨劇
『血だらけの惨劇』（ちだらけのさんげき、原題・Strait-Jacket）は、1963年に製作され、1964年に完成・公開されたアメリカ合衆国のホラー映画である。ウィリアム・キャッスルが製作・監督、ジョーン・クロフォード、ダイアン・ベイカーらが出演している。

## あらすじ
カリフォルニア州に住む主婦のルーシーは、夫が浮気相手と寝室にいたところを見つけ、斧で二人を殺害した。
ルーシーは精神病院に送られ、当時3歳だった娘のキャロルはルーシーの兄ビルとその妻エミリーの元へと預けられた。
それから20年後、仮釈放されたルーシーは、成長したキャロルと再会する。
ある日、キャロルは婚約者のマイケルの両親に、ルーシーのことを紹介する。それから、ルーシーはマイケルに会うが、ルーシーの主治医からの電話が来たとたんパニックに陥る。その後、ルーシーは診察を受けるが、精神的な苦痛が限界に達したため、その場を去った。主治医はルーシーを見つけるも、何者かによって斧で殺される。主治医の死を知ったキャロルは車を納屋に隠すも、使用人がその様子を見てしまったため、斧で殺した。
その後、マイケルの両親にルーシーの過去が知られてしまう。マイケルの父親であるレイモンドはキャロル達の前で結婚を認めないことを告げた直後、斧で殺された。

## キャスト
- ルーシー・ハービン：ジョーン・クロフォード
- キャロル（ルーシーの娘）：ダイアン・ベイカー
- ビル（ルーシーの兄）：リーフ・エリクソン
- レイモンド・フィールズ（マイケルの父）：ハワード・セント・ジョン
- マイケル・フィールズ：ジョン・アンソニー・ヘイズ
- エミリー（ビルの妻）：ロチェル・ハドソン
- レオ：ジョージ・ケネディ
- フィールズ夫人（マイケルの母）：イーディス・アットウォーター
- アンダーソン（ルーシーの主治医）：ミッチェル・コックス
- フランク（ルーシーの夫）：リー・メジャース（クレジットなし）

## スタッフ
- 監督・製作：ウィリアム・キャッスル
- 脚本：ロバート・ブロック
- 音楽：ヴァン・アレクサンダー
- 撮影：アーサー・アーリング
- 編集：エドウィン・H・ブライアント
- 装置：フランク・タトル